# 張明吉
張明吉（1932年—），生於日治台灣台北州台北市萬華（今中華民國台北市萬華區），企業家，為大台北建設、國賓影城與惠普地毯創辦人，是國產實業集團創辦人林燈的長期事業伙伴。

## 生平
出身於台北艋舺商人家族。1945年第二次世界大戰結束後，中華民國政府接管台灣。張明吉最早與香港二天堂藥行合作，由香港進口中藥，治療當時的流行性感冒。因應戰後經濟復甦，張明吉將由進出口貿易獲得的利潤，投入營建業，自1948年開始，在今台北市萬華區與新北市三重區一帶興建住宅出售，並因此結識水泥供應商林燈，兩人成為事業伙伴。
1953年，政府推動耕者有其田政策，進行強制土地徵收，以四大國營企業股票（台灣水泥、台灣紙業、台灣工礦、台灣農林）作為地主補償。張明吉與林燈、陳德深、顏榮發等人合作，以低價向地主收購股票。張明吉曾經取得台灣農林的董事席位，也購入了新玻、台灣煉鐵、中化製藥、國賓飯店等公司股票。1961年臺灣證券交易所成立後，在股票市場獲得豐厚利潤。他以這些資金成立大台北建設公司，從事營建業，並在北台灣購入多筆土地。1965年，與原美麗都戲院的地主合作，改建成立國賓影城。他也與林燈合作，創辦惠普地毯公司，是台灣最早以PVC塑膠原料製造地毯的公司。

## 家庭
生有二子。長子張世宗，為國產建材公司董事。么子張中周，任國賓影城董事長。

## 爭議事件

### 內線交易案
2022年，張明吉因涉入國產建材實業內線交易案，遭台北地檢署收押。之後因罪證不足，不起訴。